# MozART group
MozART group, (en polaco Grupa MoCarta) es un cuarteto de cuerda de Polonia formado por Filip Jaslar (primer violín), Michał Sikorski (segundo violín), Paweł Kowaluk (viola) y Bolek Błaszczyk (violonchelo). Este último reemplazó a Artur Renion, que murió trágicamente en el año 2000.[cita requerida]
Destacan por una gran técnica de los instrumentos[cita requerida], ya que se formaron en las prestigiosas Academias de Música de Varsovia y Łódz. Sus actuaciones se caracterizan por una combinación de música y humor, creando arreglos de obras para su espectáculo.[cita requerida]
El nombre hace referencia a Mozart. En polaco la "C" mayúscula se pronuncia "ts", igual que "Mozart" se pronuncia "Motsar".

## Discografía
- Creatures - the Four Seasons à la MozART group (octubre de 2000)
- The four strings of the world (Cztery struny świata) (marzo de 2004)
- MozART group at the Opera (DVD) (junio de 2007)
- The Jubilee Concert (octubre de 2007)
- MozART group at the Theatre (DVD) (diciembre de 2008)
- MozART group . the best of! (DVD) (febrero de 2010)
- Zamach na MoCarta (DVD) (abril de 2011)

## Películas
- 1999: Chłopaki nie płaczą
- 2006: Miłość w przejściu podziemnym

## Premios
- 1997 Grand Prix XVIII Biesiad Satyry i Humoru "Złota szpilka", Polonia
- 1998 & 2000: segundo premio en el festival PAKA en Cracovia, Polonia
- 2001: "The bronze penguin", Zielona Góra, Polonia
- 2002: Grand Prix en el Good Humour Festival en Gdańsk
- 2009: Dos premios GOLDEN TROUGHS en el Festival RYJEK en Rybnik, Polonia
- 2010: Premio especial del Ministerio de Cultura de la República de Polonia por sus logros y 15 años en el escenario
- 2011: GRAND PRIX en el 31.er GAGY Festival of Humor and Satire en Kremnica, Eslovaquia www.gagy.eu